# Ludo Noens
Ludo Noens (Brussel, 17 oktober 1949) is een Vlaams auteur van fictie (korte verhalen, novellen en romans) en non-fictie (boeken, essays, artikelen). Tussen 1988 en 2004 was hij vast medewerker voor België van het Nederlandse tijdschrift Bres en sinds 1985 uitgever van het driemaandelijks cultureel tijdschrift Portulaan.

## Levensloop
Hij frequenteerde begin jaren 70 Antwerpse theosofische kringen (waar hij esoterie en parapsychologie leerde kennen) en de toenmalige psychedelische scene. Als autodidact werd hij na de spreekwoordelijke "twaalf ambachten" freelance journalist en schrijver.Hij is lid van de Vereniging van Vlaamse Letterkundigen (VVL). Hij woont sinds 1986 in Ukkel.

## Verhalend proza
Hij beoefent het literair genre van magisch realisme en fantastiek. De verhalen beginnen in de regel in de alledaagse werkelijkheid en allengs gaan zich aberrante verschijnselen voordoen die niet thuishoren in onze consensusrealiteit. De paranormale en/of esoterische ontwikkelingen blijken dan dikwijls gelinkt aan traumatische incidenten in het verleden van het hoofdpersonage.

### Romans, novellen en korte verhalen
- Schaduwbeelden. 1986. Uitgeverij Hadewijch n.v. , Schoten.
- Heimwee naar de dageraad, 1988. Uitgeverij Hadewijch n.v., Schoten.
- De engel met de hete adem, 1991. Pandora Uitgevers bvba, Wespelaar.
- Leprechaun, 2009.
- Incident in Tomar (fantastische verhalen), 2014.
- Isa ontwaakt in Droomtijd (driesprong in de grenszone), 2020.

### Korte verhalen in verzamelbundels
- Tussen Tijd en Schaduw. Vlaamse SF en Fantastiek 1978. Samenstelling Danny De Laet. 1978, Uitgeverij Soethoudt, Antwerpen (De Speelplaats).
- Hoogspanning. 1986. Uitgeverij Davidsfonds, Leuven (De executie).
- Vieze oude mannetjes. 1987. Uitgeverij Clumzy (Stenen).
- Het rijk der lichten. Verhalen bij een schilderij van René Magritte. Samengesteld en ingeleid door Myriam Libert en Jan Lampo. 1988, Uitgeverij Manteau Antwerpen/Amsterdam (Het raam op de eeuwigheid).
- Atlas, magisch-realisme, sciencefiction & horror. Uitgever Peter Motte, 2013 (Hubris).

### Korte verhalen in literaire en culturele tijdschriften
In SF-Gids, Progressef, Cerberus, Initiatief, Fantastische vertellingen, Elf Fantasy, Weirdo's, Art04, 't Kofschip, Wel, Gierik, In Tenebris /2, Miniature (Frankrijk), e.a.

## Non-fictie
Noens' non-fictie richt zich vaak op de paranormale eigenheden en oriëntatie van mystieke/marginale personages uit de academische wereld en uit de esoterische-christelijke traditie.

### Boeken
- Het Jeanne d'Arc-syndroom, 1999. Uitgeverij BRES BV, Amsterdam.
- Het Verborgen Lourdes. Occulte Broederschappen, Verzwegen Verschijningen, Het Geheim van Rennes-le-Château, 2006. Uitgeverij Elmar B.V., Rijswijk.
- Paranormale Heiligen, 2011. Uitgeverij Zilverspoor.
- Sprong in de Schemerzone. Wenken uit een ander universum, 2015. Uitgeverij Aspekt.
- Subliem Licht op de Lijkwade van Turijn. Ware herkomst van een omstreden middeleeuwse relikwie, 2015. Uitgeverij Aspekt.
- De terugkeer van de Nazoreeër. Fabuleuze lotsbestemming van een bliksemsjamaan, 2016. Uitgeverij Aspekt.
- Het Jeanne d'Arc-syndroom. Buitengewone waarheid over een buitengewone geschiedenis, 2017. Uitgeverij Aspekt, (Volledig herziene en aangevulde versie van het boek verschenen in 1999).
- Le Syndrome Jeanne d'Arc. Vérité extraordinaire sur une histoire extraordinaire, 2017. Aspekt Editeur (Franse vertaling).
- Sublime Light on the Turin Shroud. The true origin of a controversial medieval relic, 2019. Aspekt Publishers (Engelse vertaling).
- Het Verborgen Volk. Contact met niet-menselijke Intelligenties, 2022. Uitgeverij Aspekt. ISBN 9789464624694
- Signalen uit een verzwegen wereld, 2023. Uitgeverij Aspekt. ISBN 9789464629453
- Het Ingebeelde Universum. De ontregelende confrontatie met het onmogelijke. 2024. Uitgeverij Aspekt. ISBN 9789464872002

### Essays en artikelen
Noens publiceerde zesendertig artikelen in Bres (zusterblad van het Franse Planète) met bijdragen over paranormale en fantastische onderwerpen.
Hij schreef meer dan honderd artikelen voor het tijdschrift Portulaan en was medewerker van Intermediair, De Autotoerist (VAB), B-revue, Medisfeer e.a.